# Ngô Minh Hồng
Ngô Minh Hồng (sinh 1957) là đại biểu Quốc hội Việt Nam khóa 12, thuộc đoàn đại biểu Thành phố Hồ Chí Minh.